# Столяров Андрій Юрійович
Столяров Андрій Юрійович (нар. 9 січня 1977) — колишній російський тенісист.
Найвищу одиночну позицію світового рейтингу — 71 місце досяг 10 вересня 2001, парну — 151 місце — 23 жовтня 2000 року.
Найвищим досягненням на турнірах Великого шолома було 3 коло в одиночному розряді.
Завершив кар'єру 2008 року.

## Фінали за кар'єру

### Одиночний розряд (1 поразка)
| Результат | W/L | Дата     | Турнір                  | Покриття | Суперник     | Рахунок       |
| --------- | --- | -------- | ----------------------- | -------- | ------------ | ------------- |
| Поразка   | 0–1 | Січ 2001 | Maharashtra Open, Індія | Тверде   | Міхал Табара | 2–6, 6–7(4–7) |